# Netelia caucasica
Netelia caucasica är en stekelart som först beskrevs av Kokujev 1899.  Netelia caucasica ingår i släktet Netelia och familjen brokparasitsteklar. Arten är reproducerande i Sverige. Inga underarter finns listade i Catalogue of Life.